# ポルヴェラーラ
ポルヴェラーラ（伊: Polverara）は、イタリア共和国ヴェネト州パドヴァ県にある、人口約3,400人の基礎自治体（コムーネ）。

## 地理

### 位置・広がり

#### 隣接コムーネ
隣接するコムーネは以下の通り。
- ボヴォレンタ
- ブルージネ
- カザルセルーゴ
- レニャーロ
- ポンテ・サン・ニコロ

### 気候分類・地震分類
ポルヴェラーラにおけるイタリアの気候分類 (it) および度日は、zona E, 2383 GGである。
また、イタリアの地震リスク階級 (it) では、zona 3 (sismicità bassa) に分類される。

## 姉妹都市
- Jimena、スペイン